# Supergulp/Alan Ford e il Gruppo T.N.T.
Supergulp/Alan Ford e il Gruppo T.N.T. è un singolo discografico dell'Orchestra di Franco Godi, pubblicato nel 1977.

## Descrizione
Entrambi i brani sono stati impiegati come sigla musicale per il programma televisivo SuperGulp!. Le illustrazioni della copertina sono di Silver.

## Tracce
1. Supergulp – 1:41 (Franco Godi)
2. Alan Ford e il Gruppo T.N.T. – 2:30 (Franco Godi)